# الدوري الإنجليزي لكرة القدم 1894–95
الدوري الإنجليزي لكرة القدم 1894–95 (بالإنجليزية: 1894–95 Football League)‏ هو موسم من دوري كرة القدم الإنجليزي. فاز فيه نادي سندرلاند.